# Five Points (Alabama)
Pour les articles homonymes, voir Five Points.
Five Points est une ville du comté de Chambers, en Alabama, aux États-Unis,.
La ville est fondée en 1887, sur le tracé de la ligne ferroviaire de l'East Alabama Railway qui relie Roanoke, dans le comté de Randolph, à Opelika, dans le comté de Lee.
Le premier bureau postal de la ville est construit dans une communauté appelée Lystra. Il est déplacé, plus tard, sur l'actuel site de Five Points et tant la poste que l'endroit sont baptisés Five Points, car c'est le lieu de rencontre de cinq axes routiers, au centre de la ville. Five Points est incorporée en 1916.

## Démographie
| 1920 | 1930  | 1940 | 1950 | 1960 | 1970 |
| ---- | ----- | ---- | ---- | ---- | ---- |
| 835  | 1 010 | 778  | 253  | 285  | 247  |

| 1980 | 1990 | 2000 | 2010 | - | - |
| ---- | ---- | ---- | ---- | - | - |
| 197  | 200  | 146  | 141  | - | - |

## Source de la traduction
- (en) Cet article est partiellement ou en totalité issu de l’article de Wikipédia en anglais intitulé « Five Points, Alabama » (voir la liste des auteurs).